# 丹尼斯·奥戈
丹尼斯·奧戈（Dennis Aogo，1987年1月14日—）是尼日利亞德國足球運動員，可擔任後衛或中場。

## 球會生涯

### 弗賴堡
奥戈出身於弗賴堡，十七歲時在德甲處子登場，逐漸在球隊取得正選席位。在弗賴堡打滾三年後，加盟漢堡。

### 國家隊
奥戈曾是德国 U-21的球員。正因如此，他起初被國際足協禁止代表尼日利亞出賽。近年國際足協態度和政策有所改變，意味奥戈可代表尼日利亞出賽。

## 外部連結
- Fussballdaten.de 職業數據（页面存档备份，存于） （德文）
- Kicker.de 亞奧高檔案（页面存档备份，存于） （德文）